# Choi Sung-yong
Choi Sung-yong (* 25. Dezember 1975 in Masan) ist ein ehemaliger südkoreanischer Fußballspieler.

## Karriere

### Klub
Nach seiner Schulmannschaft und seiner Zeit in der Mannschaft der Korea University wechselte Choi Anfang 1997 in den Kader des Sangmu FC, bei dem er auch über die Zeit seines Militärdienstes hinaus verblieb. Anfang 1999 zog es ihn dann weiter nach Japan, wo er ab dann zwei Jahre für Vissel Kōbe auflief. Zum Jahresbeginn wechselte er dann wiederum nach Österreich, wo er sich dem LASK anschloss. Nachdem er am Ende der Saison mit der Mannschaft abgestiegen war, bekam er nur noch bis zum 8. Spieltag Einsätze und stand danach gar nicht mehr im Kader.
Im Sommer 2002 wechselte er wieder zurück in sein Heimatland und schloss sich den Suwon Bluewings an. In seinen vier Jahren hier kam er jedoch auf lediglich acht Einsätze saisonübergreifend innerhalb der Liga, in dieser Zeit fuhr er mit seinem Team einmal die Meisterschaft ein. Im Sommer 2006 verließ er dann den Klub und schloss sich wieder einmal in Japan innerhalb der J2 League dem Yokohama FC an. In dieser Zeit gelang ihm mit dem Klub der Zweitligameistertitel. Anfang 2007 zog er dann aber auch schon erneut weiter. Diesmal versuchte er in seiner Heimat bei Ulsan Hyundai sein Glück. Hier kam er innerhalb einer Saison immerhin auf acht Einsätze. Seine letzte Station seiner Karriere war dann wieder in Japan bei Thespakusatsu Gunma, wo er erneut in der J2 League bis Ende 2010 noch einmal auf ein paar Einsätze kam.

### Nationalmannschaft
Sein erstes bekanntes Spiel für die südkoreanische Nationalmannschaft war am 4. Februar 1995 bei einem 1:0-Freundschaftsspielsieg über Jugoslawien. Nach weiteren Freundschaftsspielen kam er nach 1995 im nächsten Jahr erst einmal gar nicht zum Einsatz. Im Jahr 1997 kam er dann wieder vermehrt zum Einsatz. Darunter waren auch vier Spiele der Qualifikation für die Weltmeisterschaft 1998. Für den Kader bei der Weltmeisterschaft 1998 wurde er dann auch nominiert und kam in allen drei Spielen der Mannschaft in der Gruppenphase zum Einsatz. Danach ging es für ihn weiter bei den Asienspielen 1998, wo er mit seinem Team das Viertelfinale erreichte. Sein nächstes Turnier darauf war die Asienmeisterschaft 2000, wo er nochmal in zwei Spielen aufgeboten wurde.
Daran anschließend war er auch Teil des Teams beim Konföderationen-Pokal 2001, wo er in drei Partien eingesetzt wurde. Sein letztes Turnier, bei dem er Einsatzzeit bekam, war dann der Gold Cup 2002 im Januar und Februar 2002, wo er in drei Spielen seiner Mannschaft Einsatzminuten bekam. Bei der Weltmeisterschaft 2002, stand er zwar auch im Kader, wurde hier aber in keinem Spiel eingesetzt. Danach folgte auch kein weiterer Einsatz mehr im Nationaldress für ihn. Sein letztes Spiel war somit eine 0:1-Freundschaftsspielniederlage gegen Argentinien.
Er war Teil der Mannschaft bei den Olympischen Spielen 1996 in Atlanta.